# Force India VJM07
De Force India VJM07 is een Formule 1-auto, die in 2014 wordt gebruikt door het Formule 1-team van Force India.

## Onthulling
Een foto van de auto werd op 23 januari 2014 vrijgegeven op de Twitter-pagina van Force India, waarmee deze als eerste Formule 1-auto uit 2014 onthuld werd. Een officiële presentatie werd gegeven op 28 januari 2014 op het circuit het Circuito Permanente de Jerez. De auto wordt bestuurd door Nico Hülkenberg en Sergio Pérez.
Red Bull RB10 ·
Mercedes F1 W05 ·
Ferrari F14 T ·
Lotus E22 ·
McLaren MP4-29 ·
Force India VJM07 ·
Sauber C33 ·
Toro Rosso STR9 ·
Williams FW36 ·
Marussia MR03 ·
Caterham CT05